# Линдаль, Вальборг
Вальборг Линдаль (швед. Valborg Lindahl) — фигуристка из Швеции, серебряный призёр чемпионата мира 1909 года и серебряный призёр первого чемпионата Швеции 1912 года в парном катании. Выступала в паре с Нильс Розениус. Параллельно выступала в женском одиночном катании, была чемпионкой Швеции 1909 года в этом виде.

## Спортивные достижения

### Парное катание
| Соревнования/Сезоны | 1909                    | 1910                    | 1911                    | 1912 |
| ------------------- | ----------------------- | ----------------------- | ----------------------- | ---- |
| Чемпионаты мира     | 2                       |                         |                         |      |
| Чемпионаты Швеции   | Чемпионат не проводился | Чемпионат не проводился | Чемпионат не проводился | 2    |

### Женщины
| Соревнования/Сезоны | 1909 | 1910 |
| ------------------- | ---- | ---- |
| Чемпионаты Швеции   | 1    | 3    |